# Дино Мартинович
Дино Мартинович (на словенски: Dino Martinović) е словенски футболист, който играе на поста крило.

## Кариера

### Локомотив Пловдив
На 12 януари 2017 г. Дино подписва с Локомотив (Пловдив). Прави дебюта си на 20 февруари при победата с 0 – 1 като гост на Верея.

### Верея
На 20 октомври 2018, е обявен за ново попълнение на Верея. Записва дебюта си на 26 октомври при загубата със 7 – 0 като гост на Левски (София).

### Етър
На 5 април 2019 г. е привлечен в отбора на Етър. Дебютира на 21 април при победата с 0 – 3 като гост на Верея.